# سيدي حمد الزراد (عرباوة)
سيدي حمد الزراد هي إحدى مشيخات المملكة المغربية، تتبع جغرافيا لإقليم القنيطرة وإداريًا لعرباوة. يقدر عدد سكانها بـ 3200 نسمة حسب الإحصاء الرسمي للسكان والسكنى لسنة 2004.